# Fem Rutke
Fem (ook: Femmy) Rutke, pseudoniem van Petronella (Nelly) Xristine Teresa Francés-Meijer (Gouda, 20 mei 1934 - Reeuwijk, 19 november 1991) was een Nederlandse schrijfster, dichteres, radiodramaturge en journaliste.
Fem Rutke debuteerde als levensbeschouwelijk dichteres met de bundel Het schuim op de lippen (1957, samen met Hans Wesseling). Haar eerste eigen bundel was Blauw gras (1960). In de jaren daarna publiceerde zij nog een aantal poëziebundels, alsook beschouwingen over de Rooms-Katholieke Kerk en de charismatische beweging. Kort na 1960 startte zij een autobiografische trilogie, waarvan alleen Dakloos worden (1964) en De nesthond (1965) verschenen zijn; het derde deel, De varkenstepels, kwam nooit af. Verder leverde zij losse bijdragen - gedichten en hoorspelen - aan onder andere de tijdschriften Podium (1957), Roeping (1957-59), Ontmoeting (1961-64) en Dietsche Warande & Belfort (1964-65). Literair critici waren vaak lovend over haar proza en poëzie; Kees Fens evenwel was vernietigend over haar Open brief aan de rots van Caesarea Filipi (in de Volkskrant 18 augustus 1970). Opvallend is de aandacht die haar werk van Vlaamse uitgevers, tijdschriften en critici kreeg. In 1963 kreeg ze, met anderen, de opdracht van de toenmalige staatssecretaris van Onderwijs, Kunsten en Wetenschappen, Y. Scholten, tot het schrijven van "een gedicht of een cyclus van gedichten", dat resulteerde in een bundel met poëzie "op muzikale tema's" (= Om een oogappel niets?).
Wat het toneel betreft debuteerde Rutke in 1958 met het toneelstuk Zolders. In 1963 schreef Fem Rutke de gedramatiseerde radiodocumentaire serie Medicijn voor de geest over de psychiatrie in de praktijk, uitgezonden door de NCRV. Voor haar tv-stuk Gaten in wit ontving zij begin 1972 een prijs van het Centrum voor Nederlandse Dramaturgie.
Over Fem Rutkes leven is niet heel veel bekend. Zij is geboren op de Korte Tiendeweg in Gouda als Nelly Meijer, boven de fotohandel van haar vader. Via haar moeder was zij van half-joodse afkomst, in die zin dat haar grootvader een Joodse voddenhandelaar was, die zijn Joodse afkomst ontkende en getrouwd was met een niet Joodse vrouw, waardoor hun dochter formeel dus ook niet Joods was. Die wel/niet Joodse afkomst heeft de jonge Nelly altijd bezig gehouden. Ze groeide op in een niet-gelovig gezin en was een jongere zus van de beeldhouwster Sonja Meijer. (Enkele gedichten zijn aan hun moeder gewijd.) Na een hbs-opleiding werkte ze een jaar in Engeland als au pair en daarna studeerde ze wiskunde en literatuurwetenschap in Amsterdam. 
Ze verkeerde enige tijd in de roerige kringen rond Jan Cremer (die onder de naam Marjo min of meer in Dakloos worden voorkomt) en woonde enkele maanden in Parijs (sporen hiervan in haar poëzie). Vanwege een kortstondige experimentele lesbische relatie verwerkte ze een lesbische thematiek in haar romans, hoewel zij tot de conclusie was gekomen dat zij zelf die geaardheid niet echt bezat. Haar zus Sonja was lesbisch en ze had veel vrienden en vriendinnen in homoseksuele kringen en bezocht eind jaren vijftig en begin zestig zo af en toe het COC in Amsterdam, waar ze rond 1963 woonde. In 1965, in de tijd dat ze in Brugge verbleef, bekeerde ze zich daar vrij plotseling tot het katholicisme. Ze liet zich dopen door de vermaarde pater/schrijver/dichter Pieter van der Meer de Walcheren. Ze overwoog daar om in een klooster der Benedictinessen in te treden waar ze enige tijd verbleef, maar bedacht zich en ging op bedevaart naar Rome. 
Daar werd ze verliefd op een Spaanse (Franciscaanse) priester die vervolgens probeerde een post als priester voor Spaanse arbeiders in België te krijgen maar daar vanwege hun relatie geweigerd werd. Ze vertrokken samen naar New York en trouwden daar in 1966. Met hem woonde zij enige tijd in de Verenigde Staten (New York en Washington), in 1967 kregen zij een zoon. In 1972, terug in Nederland, scheidde zij van hem. 
Rond 1980, toen zij in Reeuwijk woonde, had zij wederom een (dit keer platonische) relatie met een priester. Eind jaren zeventig was Fem Rutke enige tijd voorzitter van de Vereniging Voor Letterkundigen en publiceerde nog enkele boeken en artikelen, waaronder in Vrij Nederland en Elsevier, maar de grote belofte die ze in de jaren zestig leek te worden is volgens critici in de jaren zeventig niet genoeg tot haar recht gekomen en weggezakt in haar obsessie en worsteling met het geloof. Ook haar worsteling met drank speelde een vrij dominante rol in het leven van de schrijfster door haar hele carrière heen. Uiteindelijk is zij in nogal treurige omstandigheden in Reeuwijk aan de gevolgen daarvan overleden. Haar papieren nalatenschap, waaronder het manuscript van het derde deel van haar trilogie De varkenstepels en een paar brieven van Gerard Reve, is verloren gegaan in de onder water gelopen kelder van haar zoon.